# Zoo Aquarium de Madrid
A Zoo Aquarium de Madrid egy nyilvánosan látogatható városi állatkert és akvárium Spanyolország fővárosában, Madridban. 1770-ben nyílt meg, területe 20 hektár. Egyike Spanyolország legnagyobb állatkertjeinek és egyike azon állatkerteknek, ahol óriáspandát is láthatunk.

## Látnivalók
A parkban kb. 6000 állat él, melyek 500 különböző fajba tartoznak. Különleges állatai közé tartozik az óriáspanda, a palackorrú delfin, továbbá a koala is.

### Pandák
Az első pandapár 1978-ban érkezett meg, nevük Shao Shao és Quian Quiang. 1982-ben született egy kölykük is, Chu-lin, ami 1996-ban elpusztult. Chu-lin volt az első Európában született pandabocs.

### Koalák
Egy kisebb csoport koala él az állatkertben, szabályozott hőmérsékletű kifutóban. Táplálékukat, az eukaliptuszleveleket Huelvából hozzák nekik.

### Főemlősök
A főemlősök közül is több faj megtalálható itt, mint például a gorillák, közönséges csimpánzok, mandrillek, zászlósfarkú kolobuszok, makik és orangutánok.

### Delfinek
Az állatkertben 9 delfin (7 nőstény és 2 hím) él, melyek 1987-ben érkeztek az állatkertbe.

## Képgaléria

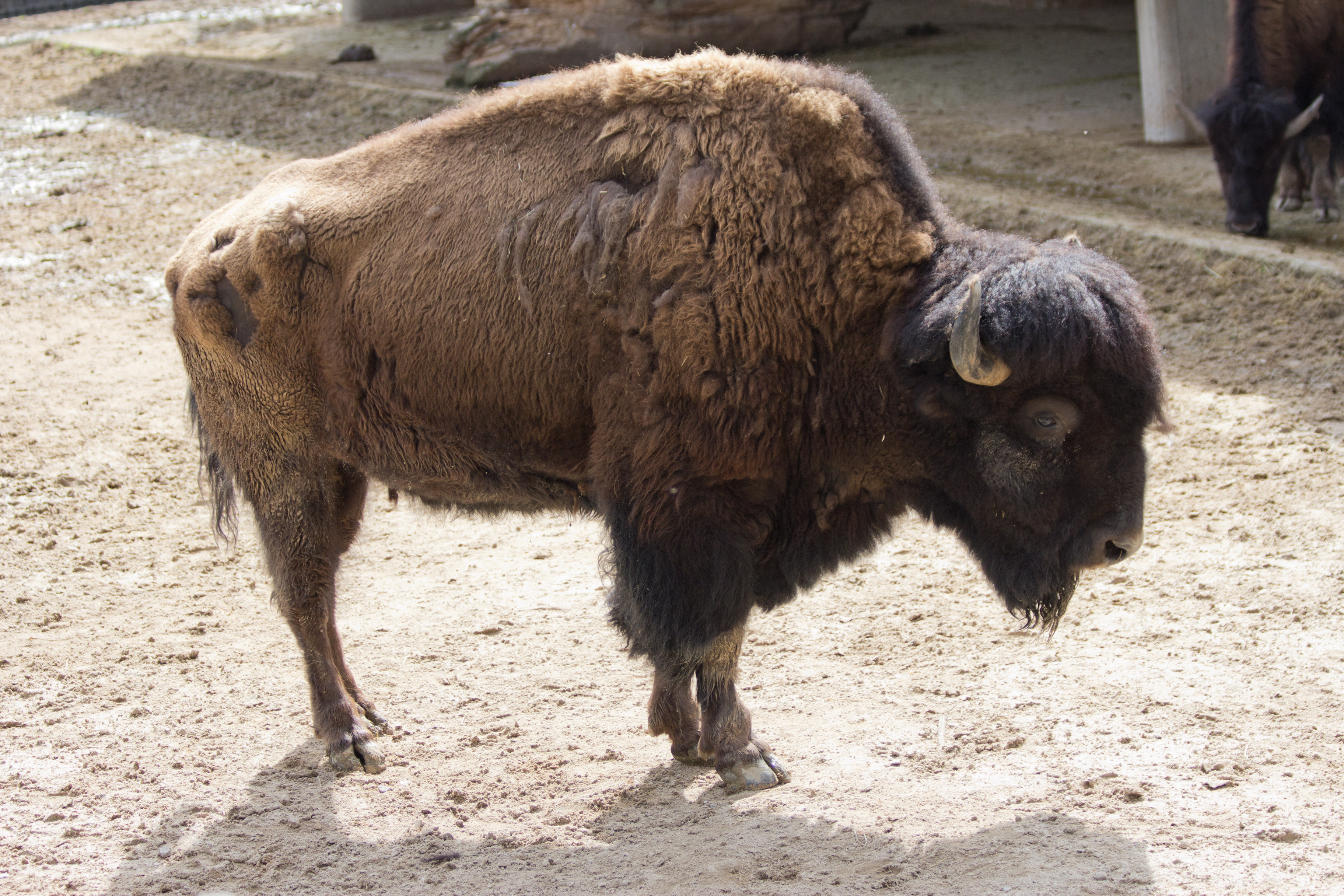
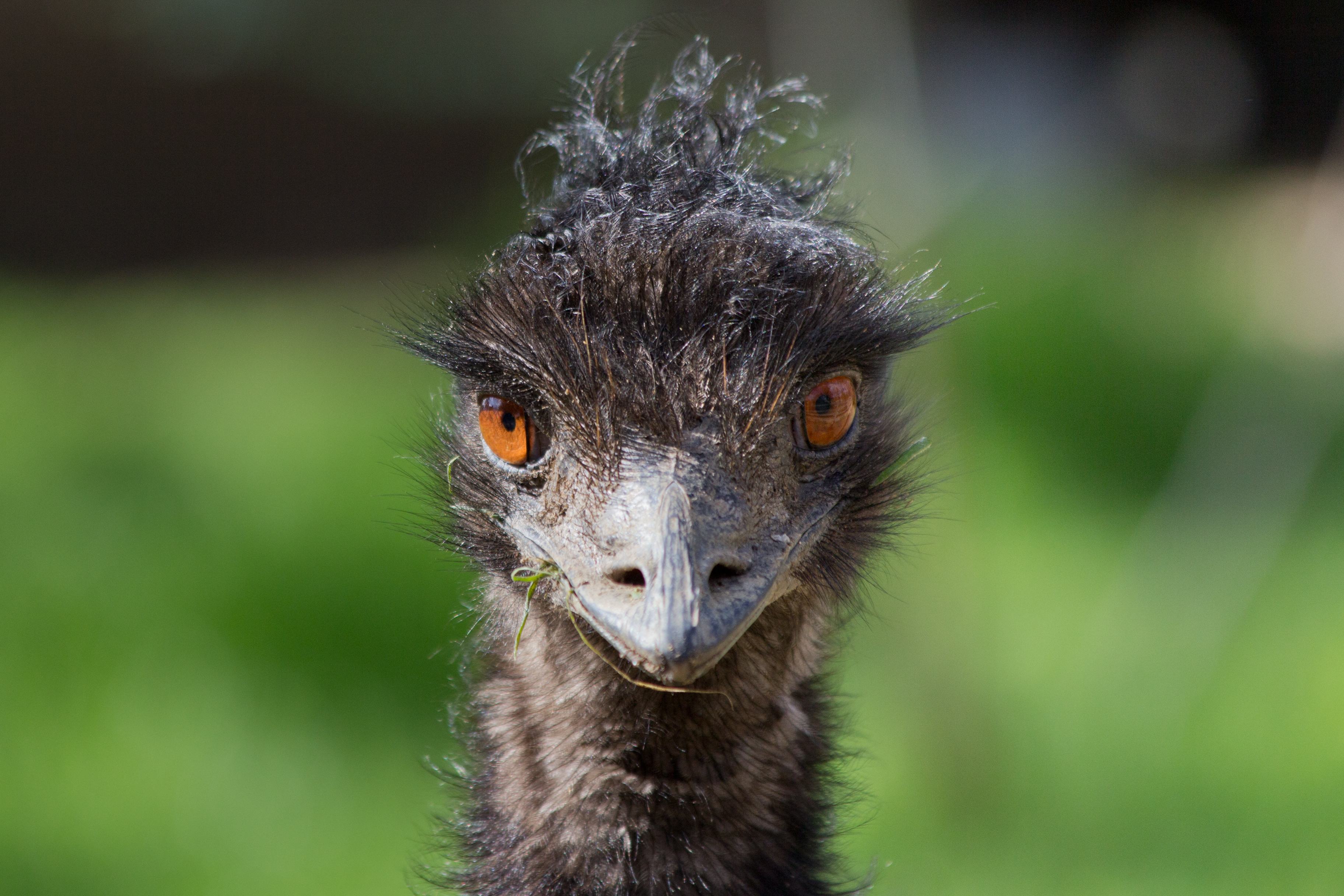
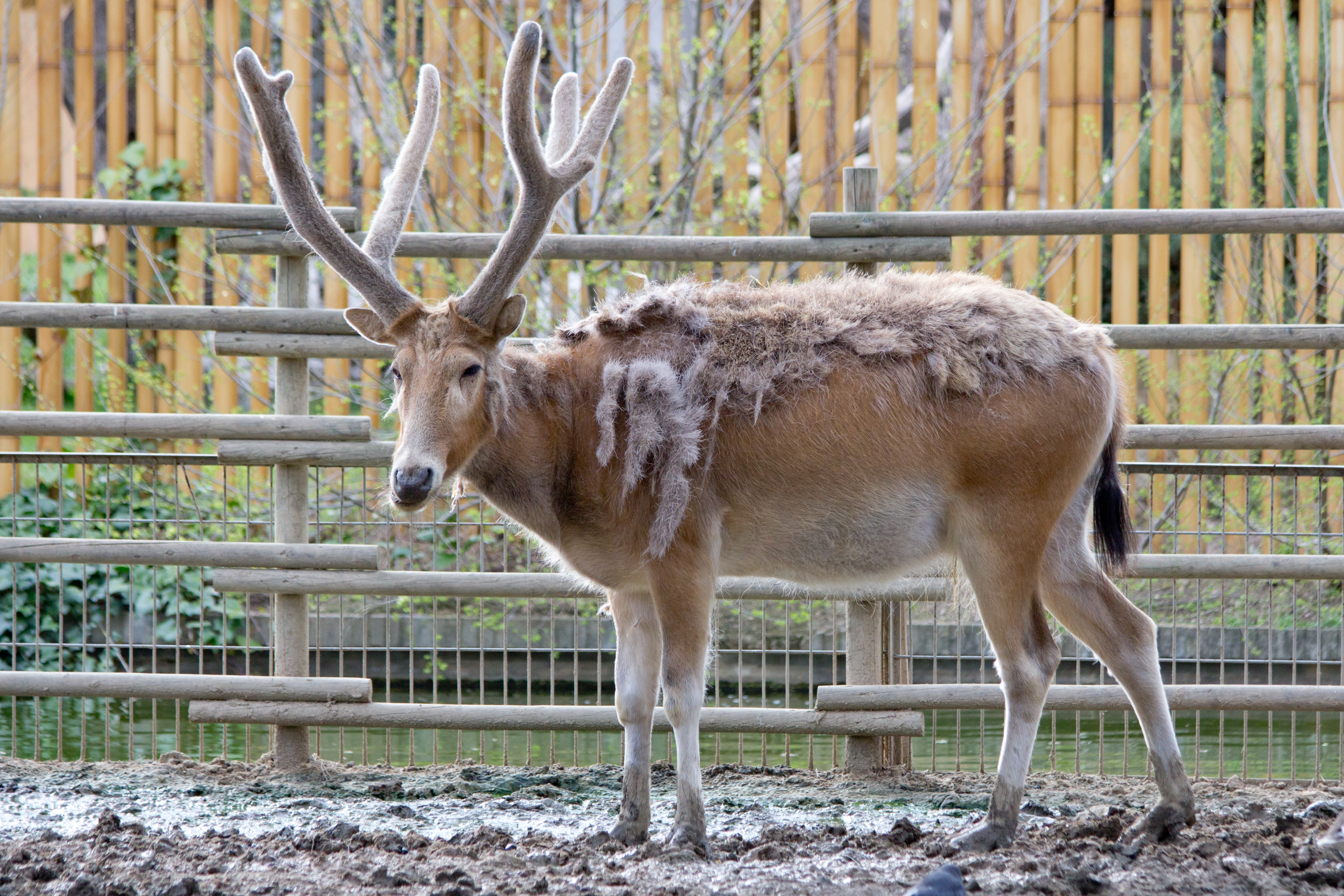
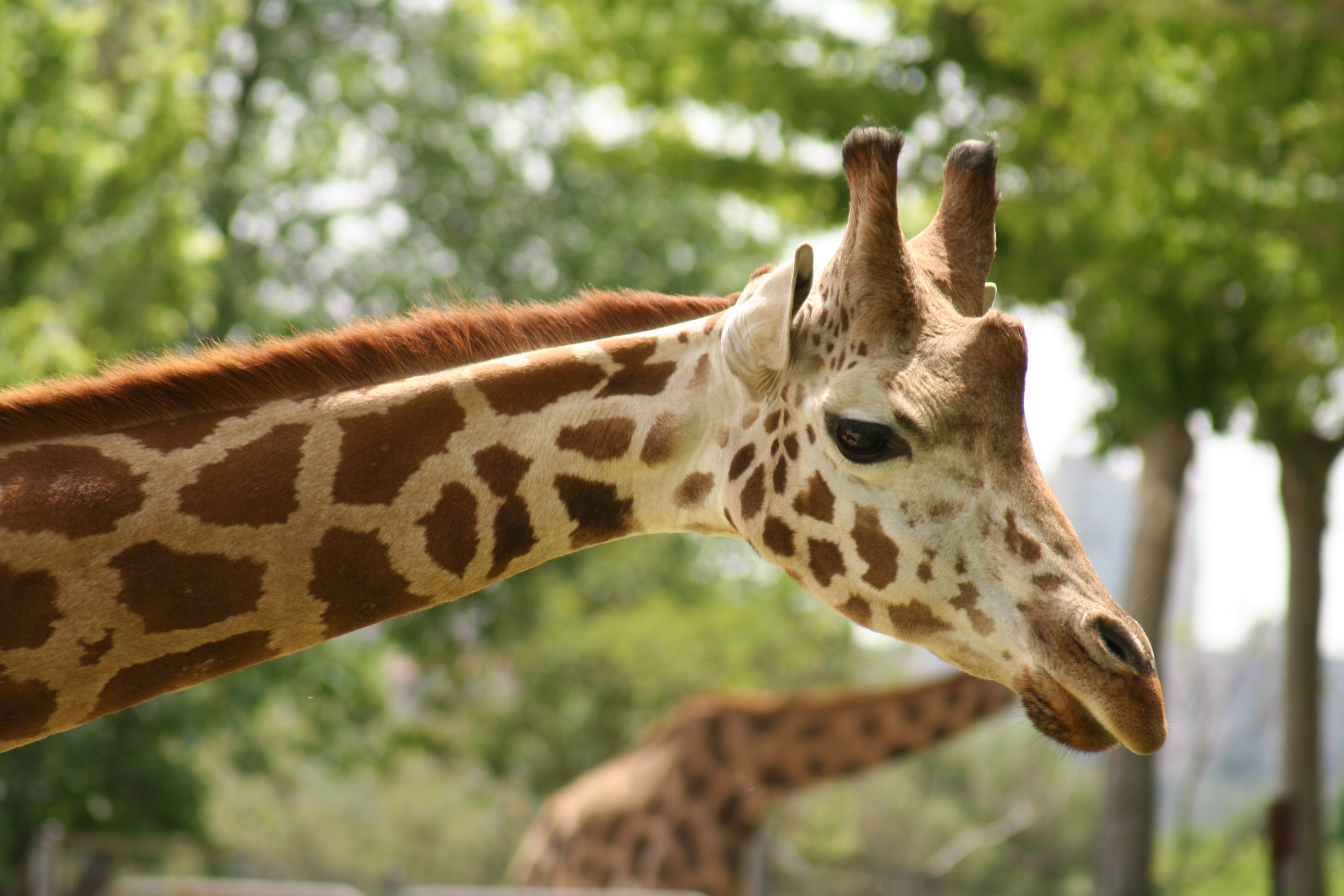
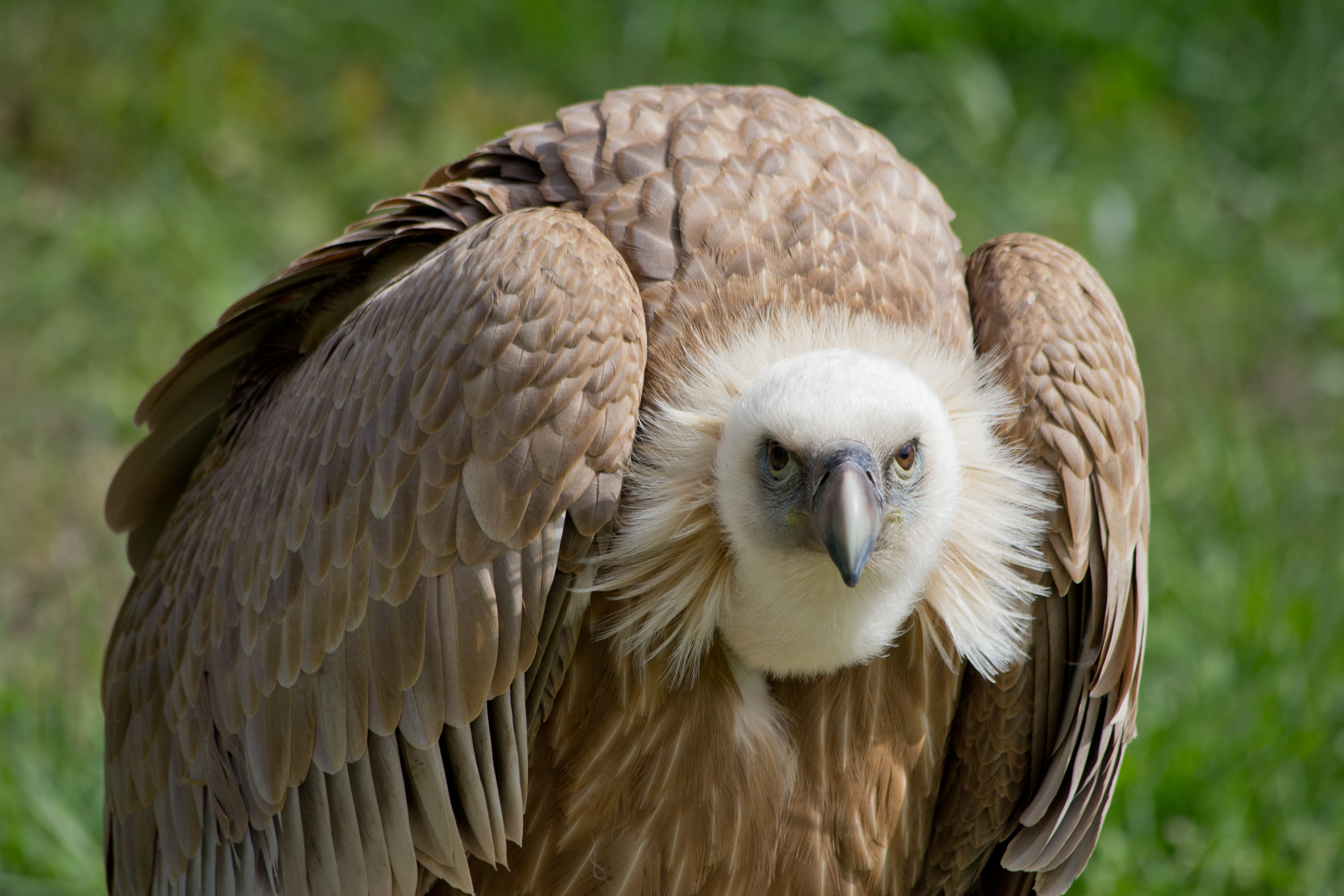
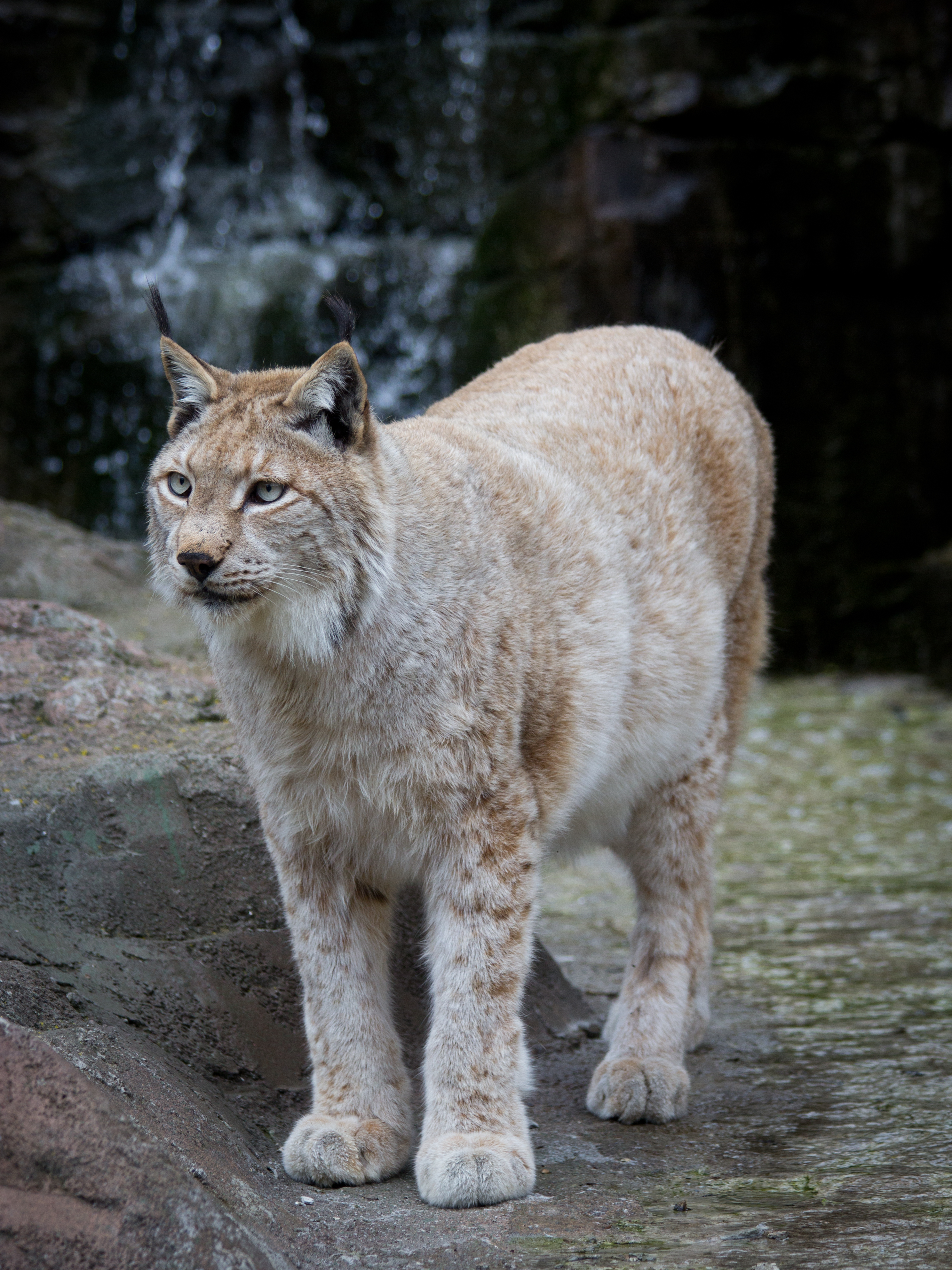
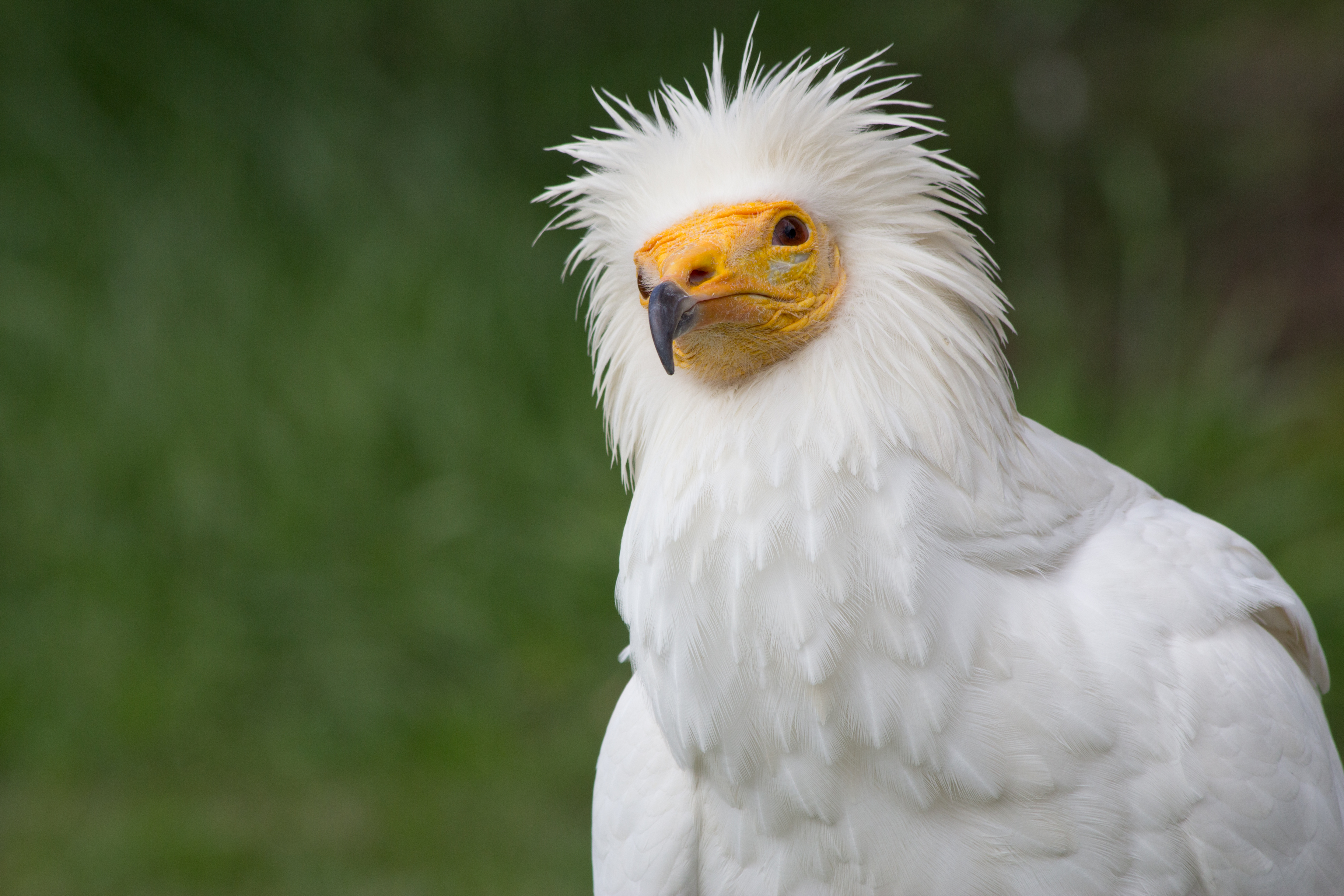
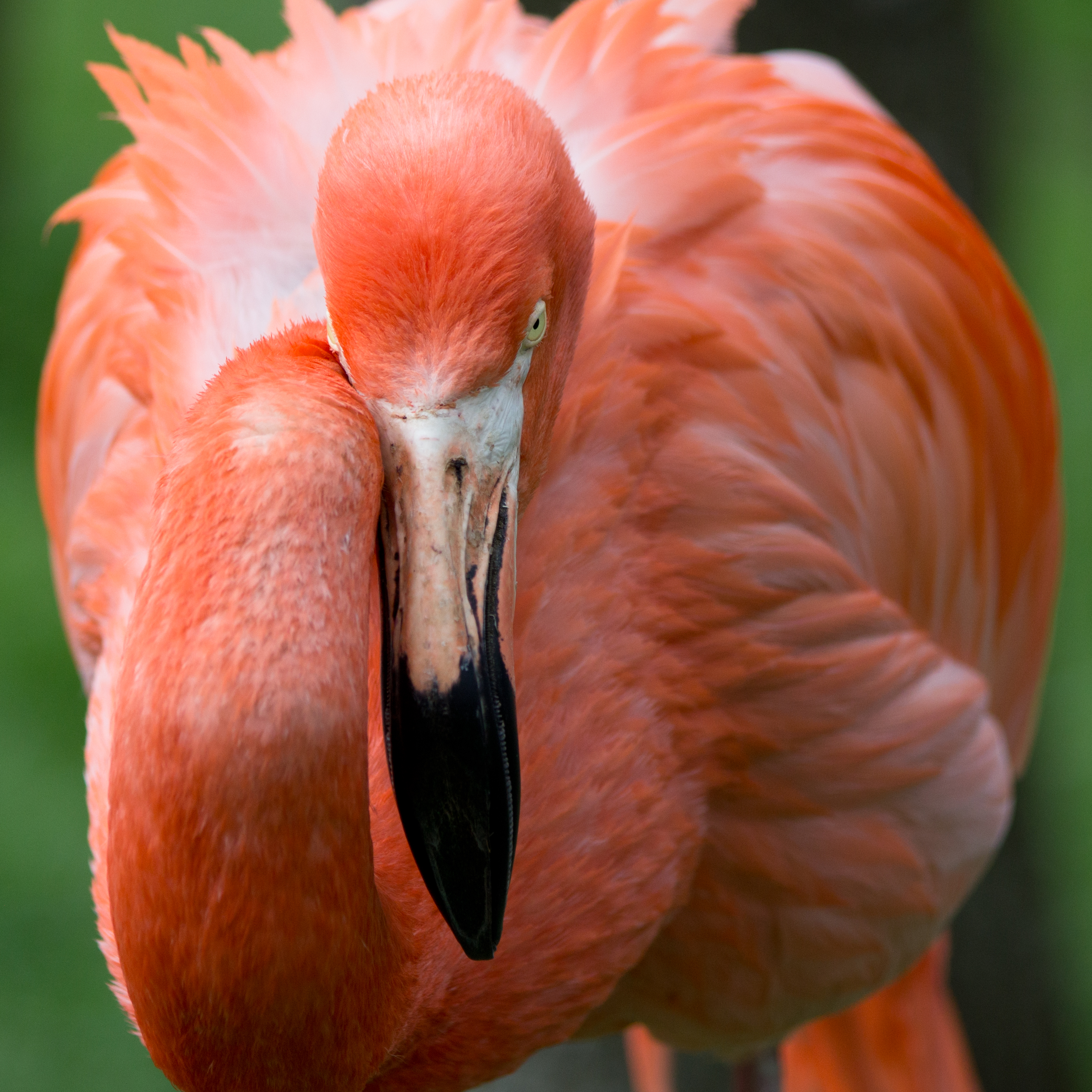
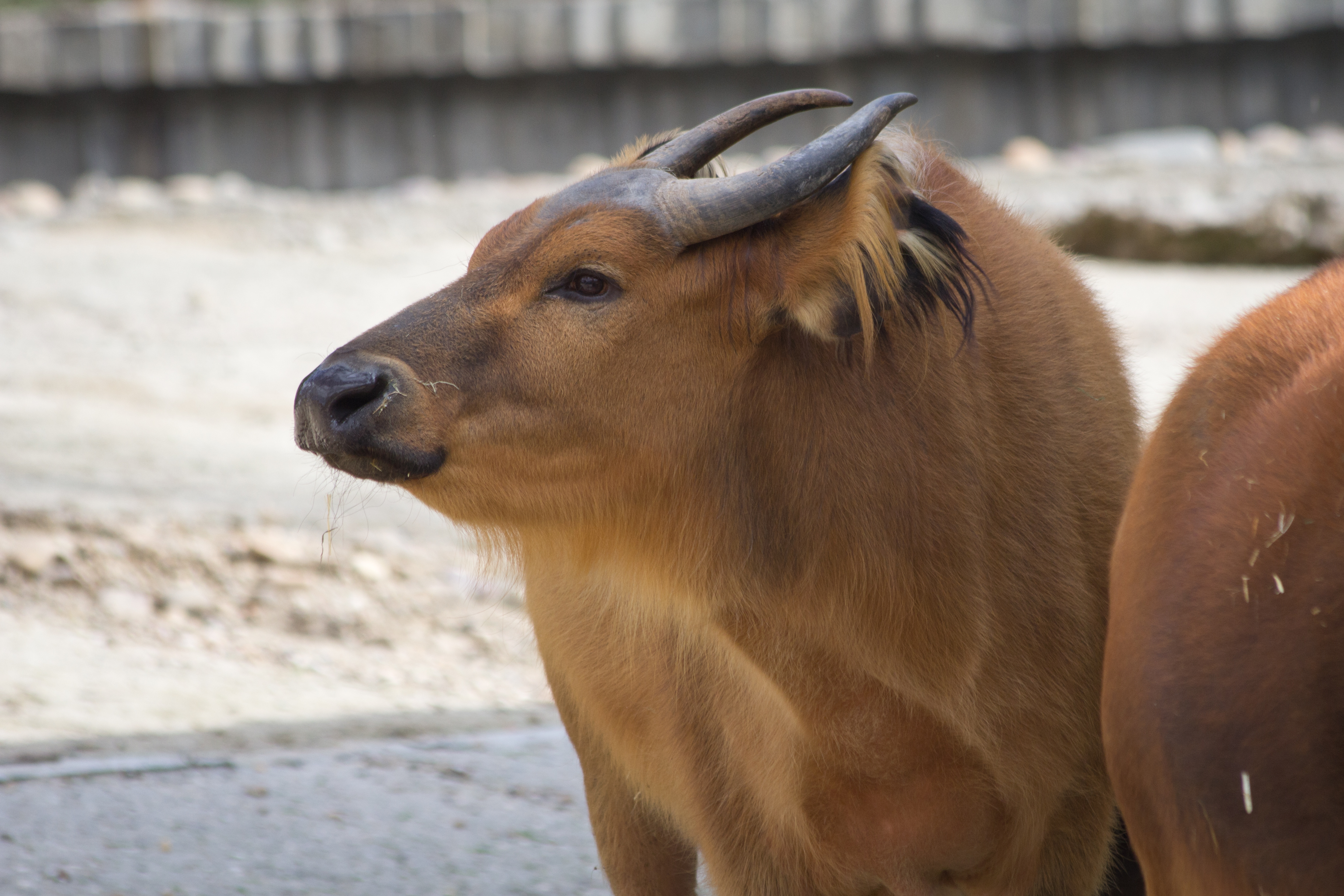